# Chanceaux-sur-Choisille
Chanceaux-sur-Choisille – miejscowość i gmina we Francji, w Regionie Centralnym, w departamencie Indre i Loara.
Według danych na rok 1990 gminę zamieszkiwało 2601 osób, a gęstość zaludnienia wynosiła 141 osób/km² (wśród 1842 gmin Regionu Centralnego Chanceaux-sur-Choisille plasuje się na 140. miejscu pod względem liczby ludności, natomiast pod względem powierzchni na miejscu 721.).